# Les Meilleures Intentions
Pour les articles homonymes, voir Les Meilleures Intentions (homonymie).
Pour plus de détails, voir Fiche technique et Distribution.
Les Meilleures Intentions (Den goda viljan) est une mini-série suédo-germano-britannico-italo-franco-dano-norvégo-finlando-islandaise en quatre parties de 333 minutes, réalisée par Bille August sur un scénario autobiographique d'Ingmar Bergman, et diffusée en décembre 1991 sur Sveriges Television. Elle a ensuite été exploitée en salles en 1992 dans une version raccourcie de 182 minutes.

## Synopsis
Vers 1909, en Suède, le jeune Henryk Bergman suit des études de théologie. En dépit de l'opposition de sa famille, Anna, apprentie infirmière d'origine bourgeoise, l'épouse. En plus de leur fils, Dag, le couple élève un enfant maltraité, Petrus. 
Leur vie dans le Norrland est difficile : les conflits entre les ouvriers et un patron tout-puissant et impopulaire sont permanents. Anna, très sensible, supporte de plus en plus mal la froide austérité de son mari. Le couple se sépare de Petrus, puis Anna quitte son mari. 
En 1917, l'usine ferme et Henryk se rend à Uppsala dans l'espoir de se réconcilier avec sa femme qui attend leur second enfant, Ingmar.

## Fiche technique
- Titre original : Den goda viljan
- Titre français : Les Meilleures Intentions
- Réalisation : Bille August
- Scénario : Ingmar Bergman
- Direction artistique : Anna Asp
- Décors : Anna-Lena Hansen
- Costumes : Ann Mari Anttila
- Photographie : Jörgen Persson
- Montage : Janus Billeskov Jansen
- Musique : Stefan Nilsson
- Production : Ingrid Dahlberg
- Sociétés de production : Sveriges Television ; ZDF ; Channel Four ; Rai Due ; La Sept ; DR ; Yle TV2 ; NRK ; RÚV
- Sociétés de distribution : Sveriges Television (Suède), Bac Films (France)
- Pays d'origine : Suède
- Format : Couleurs - 35 mm - 1,33:1 - Stéréo
- Genre : Drame
- Durée : 333 minutes (version télé) / 182 minutes (version cinéma)
- Dates de sortie : 
  - Suède : 25 décembre 1991
  - France : 18 novembre 1992

## Distribution
- Samuel Fröler : Henrik Bergman
- Pernilla August : Anna Åkerblom Bergman
- Max von Sydow : Johan Åkerblom
- Ghita Nørby : Karin Åkerblom
- Björn Kjellman : Ernst Åkerblom
- Börje Ahlstedt : Carl Åkerblom
- Björn Granath : Oscar Åkerblom
- Gunilla Nyroos : Svea Åkerblom
- Michael Segerström : Gustav Åkerblom
- Eva Gröndahl : Martha Åkerblom
- Mona Malm : Alma Bergman
- Keve Hjelm : Fredrik Bergman
- Margaretha Krook : Blenda Bergman
- Irma Christenson : Ebba Bergman
- Sif Ruud : Beda Bergman
- Ernst-Hugo Järegård : professeur Sundelius
- Marie Richardson : Märta Werkelin
- Gösta Prüzelius : le shérif
- Ernst Günther : Freddy Paulin
- Inga Ålenius : Alva Nykvist
- Marie Göranzon : Elin Nordenson
- Inga Landgré : Magna Flink

## Production
Ingmar Bergman prit sa retraite cinématographique après avoir réalisé Fanny et Alexandre. Il écrivit un scénario narrant une décennie sur ses parents dont la relation en fut très complexe. Il en confia la réalisation à Bille August. Il s'impliqua fortement dans la préproduction mais pas sur le tournage, en laissant August libre. Deux versions du scénario furent tournés, chacun avec leurs scènes, pour anticiper les durées des versions cinéma et télévision et éviter les coupes. Il demanda juste que Pernilla Ostergren, qui joua dans Fanny et Alexandre et qui se maria ensuite avec Bille August, ait le rôle principal.

## Distinctions
- Festival de Cannes 1992 : Palme d'or et Prix d'interprétation féminine pour Pernilla August